# Liste der Naturdenkmale in Königsfeld (Sachsen)
Die Liste der Naturdenkmale in Königsfeld (Sachsen) nennt die Naturdenkmale in Königsfeld im sächsischen Landkreis Mittelsachsen.

## Definition
„Naturdenkmäler sind rechtsverbindlich festgesetzte Einzelschöpfungen der Natur oder entsprechende Flächen bis zu fünf Hektar, deren besonderer Schutz erforderlich ist
1. aus wissenschaftlichen, naturgeschichtlichen oder landeskundlichen Gründen oder
2. wegen ihrer Seltenheit, Eigenart oder Schönheit.“

„§ 18 – Naturdenkmäler – (zu § 28 BNatSchG)
(1) Die Erklärung nach § 22 Abs. 1 BNatSchG von Teilen von Natur und Landschaft als Naturdenkmal erfolgt durch Rechtsverordnung oder Einzelanordnung.
(2) Über § 28 Abs. 1 BNatSchG hinaus können Naturdenkmäler zur Sicherung von Lebensgemeinschaften oder Lebensstätten von im Bestand gefährdeten oder streng geschützten Arten festgesetzt werden.“

## Naturdenkmale
Link zu einem Kartenansichtstool, um Koordinaten zu setzen.
| Bild                          | Bezeichnung                                    | Lage | Beschreibung                                                                  | Datum              | Nummer    |
| ----------------------------- | ---------------------------------------------- | --- | ----------------------------------------------------------------------------- | ------------------ | --------- |
| mehr Fotos \| Fotos hochladen | Streitlinde bei Königsfeld                     | Königsfeld in einem Feldgehölz ca. 250 m südlich der B7 Richtung Geithain, 400 m vor dem Abzweig nach Heide (51° 3′ 19,4″ N, 12° 44′ 8,5″ O) | Winterlinde – Tilia cordata. Alter: ca. 300–500 Jahre; Umfang (2008): 8,90 m; | 28. September 2012 | ND 115    |
| mehr Fotos \| Fotos hochladen | Stiel-Eiche im oberen Haserich bei Königsfeld  | Königsfeld (51° 3′ 33,1″ N, 12° 45′ 55,2″ O)                                                                                                 | Stieleiche – Quercus robur                                                    | 28. September 2012 | ND 118A   |
| mehr Fotos \| Fotos hochladen | Stiel-Eiche im unteren Haserich bei Königsfeld | Königsfeld (51° 3′ 45,1″ N, 12° 45′ 50,4″ O)                                                                                                 | Stieleiche – Quercus robur                                                    | 28. September 2012 | ND 118B   |
| BW                            | Weiditzer Stau – Ausbuchtung mit Röhricht      | Weiditz (51° 4′ 36,4″ N, 12° 46′ 25,2″ O) | FND                                                                           | 3.06.1994          | fg: 145   |
| BW                            | Kunzenteich Königsfeld                         | Königsfeld (51° 3′ 55,8″ N, 12° 43′ 46,1″ O)                                                                                                 | FND                                                                           | 3.06.1994          | fg: 146   |
| BW                            | Quellsumpf angrenzend an Kunzenteich           | Königsfeld (51° 3′ 55,7″ N, 12° 43′ 27,1″ O)                                                                                                 | FND                                                                           | 3.06.1994          | fg: 147   |
| BW                            | Erlichtteich Königsfeld                        | Königsfeld (51° 3′ 52,8″ N, 12° 44′ 32,8″ O)                                                                                                 | FND                                                                           | 3.06.1994          | fg: 148   |
| BW                            | Fuchsgrund Schwarzbach Teil 1                  | Schwarzbach (51° 6′ 0″ N, 12° 47′ 21,8″ O)                                                                                                   | FND                                                                           | 3.05.1995          | fg: 149/1 |
| BW                            | Fuchsgrund Schwarzbach Teil 2                  | Schwarzbach (51° 6′ 8,6″ N, 12° 47′ 3,5″ O)                                                                                                  | FND                                                                           | 3.05.1995          | fg: 149/2 |
| BW                            | Fuchsgrund Schwarzbach Teil 2                  | Schwarzbach (51° 6′ 20,5″ N, 12° 46′ 35,4″ O)                                                                                                | FND                                                                           | 3.05.1995          | fg: 149/2 |